# Brandon Goodwin
Brandon Goodwin (Norcross, Georgia, 2 de octubre de 1995) es un baloncestista estadounidense, nacionalizado catarí, que pertenece a la plantilla de los Shanxi Loongs de la CBA china. Con 1,83 metros de estatura, juega en la posición de base. 

## Trayectoria deportiva

### Universidad
Jugó dos temporadas con los Knights de la Universidad de Florida Central, en las que promedió 6,7 puntos, 3,0 asistencias y 2,9 rebotes por partido. Tuvo que dejar la universidad tras coger una bicicleta en el campus que se encontraba sin candar, y que posteriormente devolvió.
Fue transferido a los Eagles de la Universidad de Florida Gulf Coast, donde tras pasar el año en blanco que impone la NCAA, jugó dos temporadas más, en las que promedió 18,5 puntos, 5,0 rebotes, 4,4 asistencias y 1,3 robos de balón por partido. En su primera temporada fue elegido mejor debutante de la conferencia y en la segunda Jugador del Año de la Atlantic Sun Conference, siendo incluido en ambas temporadas en el mejor quinteto.

### Profesional

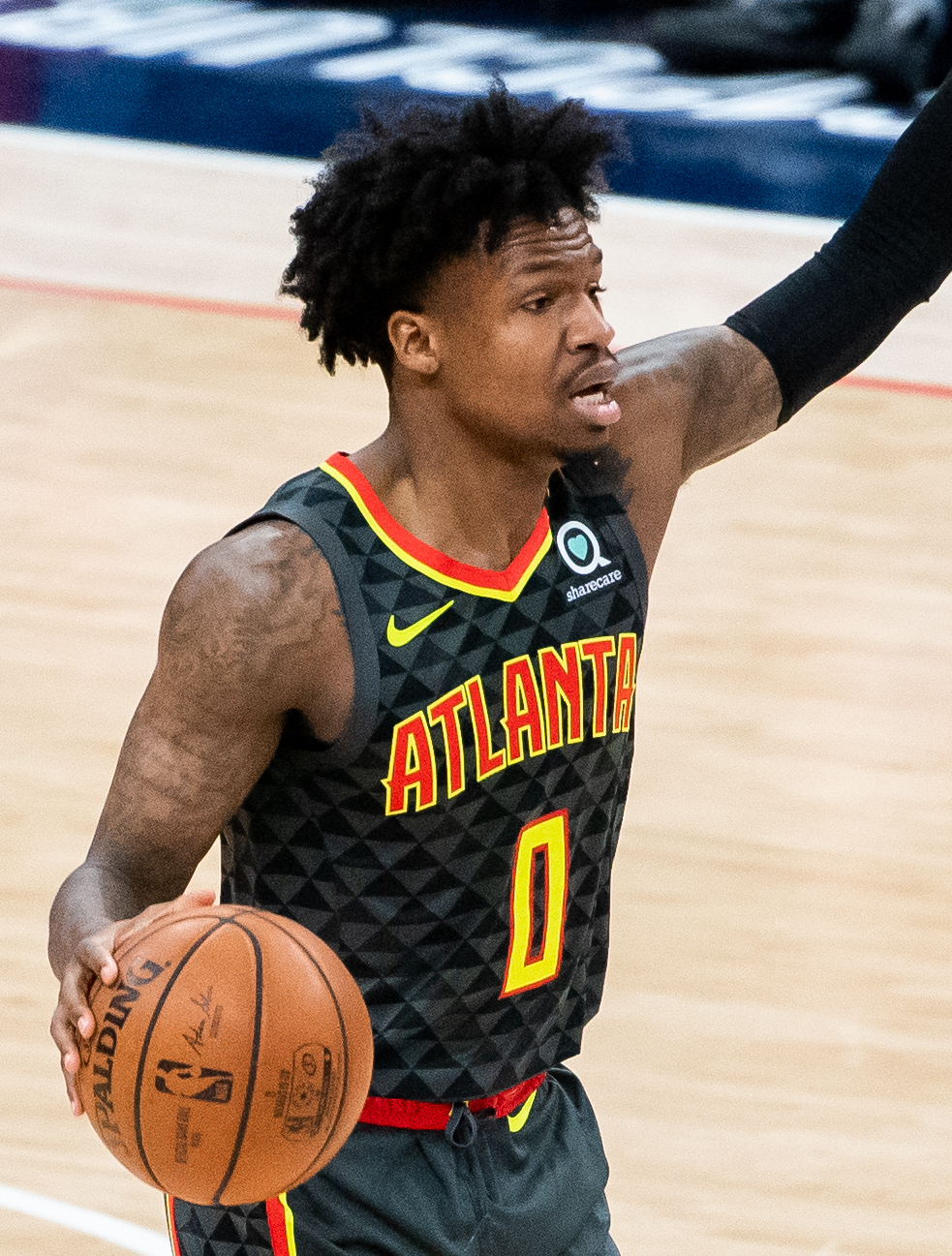
Godwin con Atlanta en 2020.

Tras no ser elegido en el Draft de la NBA de 2018, jugó las Ligas de Verano de la NBA con Memphis Grizzlies, donde en diez partidos promedió 10,5 puntos y 3,4 asistencias. El 4 de septiembre firmó contrato con los Grizzlies para disputar la pretemporada. Fue despedido tres días antes del comienzo de la competición.
El 29 de noviembre firmó contrato con los Denver Nuggets de la NBA para cubrir una baja por lesión. Hasta ese momento había promediado 23,4 puntos y 5,3 rebotes por partido con los Hustle. El 10 diciembre fue despedido sin llegar a debutar, pero tres días más tarde regresó al equipo.
El 23 de julio de 2019, Goodwin firma un contrato de dos vías con Atlanta Hawks. Ofreciéndole un contrato multianual en febrero de 2020.
Tras dos temporadas en Atlanta, en octubre de 2021, firma con los Westchester Knicks como jugador afiliado. El 31 de diciembre firmó un contrato por diez días con los Cleveland Cavaliers, al término del cual fue renovado con un contrato dual.
El 19 de octubre de 2023 firmó con los New York Knicks, pero fue cortado dos días después.
[actualizar]

## Selección nacional
Goodwin se nacionalizó catarí para jugar con la selección de baloncesto de Catar en la FIBA Asia Cup de 2025.

## Estadísticas de su carrera en la NBA

### Temporada regular
| Año     | Equipo    | PJ  | PT | MPP  | %TC  | %3P  | %TL  | RPP | APP | ROB | TPP | PPP |
| ------- | --------- | --- | -- | ---- | ---- | ---- | ---- | --- | --- | --- | --- | --- |
| 2018-19 | Denver    | 16  | 0  | 3.6  | .261 | .333 | .818 | .2  | .9  | .0  | .0  | 1.4 |
| 2019-20 | Atlanta   | 34  | 1  | 12.6 | .400 | .299 | .933 | 2.1 | 1.5 | .4  | .1  | 6.1 |
| 2020-21 | Atlanta   | 47  | 5  | 13.2 | .377 | .311 | .651 | 1.5 | 2.0 | .4  | .0  | 4.9 |
| 2021-22 | Cleveland | 36  | 5  | 13.9 | .416 | .345 | .632 | 1.9 | 2.5 | .7  | .0  | 4.8 |
| Total   | Total     | 133 | 11 | 12.1 | .390 | .315 | .730 | 1.6 | 1.9 | .4  | .0  | 4.7 |